# پروج
پروج روستایی است که در استان اردبیل، شهرستان خلخال، بخش مرکزی، دهستان خانندبیل غربی قرار دارد.

## جمعیت
بر اساس سرشماری سال ۱۳۸۵ جمعیت این روستا ۲۸۵ نفر با ۷۴ خانوار بوده‌است.